# Jamnagar
Jamnagar là một thành phố và là nơi đặt hội đồng thành phố (municipal corporation) của quận Jamnagar thuộc bang Gujarat, Ấn Độ.

## Địa lý
Jamnagar có vị trí 22°28′B 70°04′Đ / 22,47°B 70,07°Đ Nó có độ cao trung bình là 20 mét (65 feet).

## Nhân khẩu
Theo điều tra dân số năm 2001 của Ấn Độ, Jamnagar có dân số 447.734 người. Phái nam chiếm 53% tổng số dân và phái nữ chiếm 47%. Jamnagar có tỷ lệ 70% biết đọc biết viết, cao hơn tỷ lệ trung bình toàn quốc là 59,5%: tỷ lệ cho phái nam là 75%, và tỷ lệ cho phái nữ là 63%. Tại Jamnagar, 12% dân số nhỏ hơn 6 tuổi.